# لیسیتئا (قمر)
لیسیتئا (ماه)(به انگلیسی: Lysithea)، یکی از ماه‌های مشتری است ابعاد آن ۳۶ کیلومتر، جرم آن ۶٫۳ ×۱۰۱۶ کیلوگرم و نیم‌قطر بزرگ آن ۱۱ ۷۴۰ ۵۶۰کیلومتر است.این ماه در سال ۱۹۳۸ کشف شد.